# ریکاردو کاراگلیا
ریکاردو کاراگلیا (انگلیسی: Riccardo Caraglia؛ زادهٔ ۲۲ ژانویهٔ ۱۹۸۹) بازیکن فوتبال اهل ایتالیا است.
از باشگاه‌هایی که در آن بازی کرده‌است می‌توان به اشاره کرد.
وی همچنین در تیم‌های ملی فوتبال زیر ۱۷ سال ایتالیا بازی کرده‌است.